# Collinghorst
Collinghorst is een dorp in het Landkreis Leer in de Duitse deelstaat Nedersaksen. Bestuurlijk maakt het dorp deel uit van de gemeente Rhauderfehn.
Collinghorst is een van de oude dorpen in de gemeente Rhauderfehn. Waar het hoofddorp, Westrhauderfehn, een veenkolonie uit de zeventiende eeuw is, gaat de geschiedenis van Collinghorst in ieder geval terug tot halverwege de veertiende eeuw toen de dorpskerk werd gebouwd. De kerk is wellicht de oudste in het Overledingerland.